# William Wright Smith
William Wright Smith, FRS, FRSE, FLS, VHM (Lochmaben, 2 febbraio 1875 – 15 dicembre 1956), è stato un botanico scozzese.
Era figlio di James T. Smith.

## Biografia
Formatosi presso l'Accademia Dumfries e poi all'Università di Edimburgo, studiò a livello post laurea a Tolosa. Divenne quindi Botanico di Sua Maestà in Scozia, il gestore regio del Giardino botanico reale di Edimburgo, professore regio di botanica presso l'Università di Edimburgo e presidente della Royal Society di Edimburgo, della quale era divenuto membro nel 1919, su proposta di sir Isaac Bayley Balfour, James Hartley Ashworth e di Donald Cameron McIntosh e di cui fu segretario dal 1923 al 1928, vicepresidente dal 1928 al 1931 e presidente dal 1944 al 1949.
L'Università di Aberdeen gli conferì il dottorato onorario.
Nel 1932 ricevette la Veitch Memorial Medal della Royal Horticultural Society e vinse il premio della Società Makdougall-Brisbane per il 1940-42. Fu nominato cavaliere nel 1932.
Nel 1945 fu eletto membro della Royal Society.

## Ricerche
Dal 1907 fino al 1910 Smith viaggiò nell'India settentrionale con il nipote Roland Edgar Cooper FRSE, raccogliendo campioni in Sikkim, Nepal, Tibet e Bhutan. Cooper gli subentrò poi come gestore del Giardino botanico reale di Edimburgo. 

Smith è noto per le sue ricerche su:
- Beesia[4]
- Photinia loriformis[5]
- Platanthera oreophila[6]
- Primula alpicola[7]

## Vita privata
Egli sposò Emma Wiedhofft. Nel 1905 essi ebbero la tutela del loro nipote, Roland Edgar Cooper